# 咸宁公主
咸宁公主（1385年—1440年7月27日），明成祖朱棣第四女，母徐皇后。
洪武十八年（1385年）出生。永乐元年（1403年）二月，封咸宁公主，下嫁西寧侯宋晟子宋瑛。至少有一子宋杰。永乐二十二年（1424年），进封咸宁长公主。正统二年（1437年），加封咸宁大长公主。正統五年六月己亥（1440年7月27日），公主逝世，享年五十六岁。
正统十四年（1449年），丈夫宋瑛与武进伯朱冕在阳和抵御也先军队，战死。